# Sangre Fucsia
Sangre Fucsia es un programa de radio feminista sin ánimo de lucro y creado, dirigido y presentado por mujeres. 

## Historia
Sangre Fucsia nació en Madrid, en febrero de 2013, en el centro social autogestionado la Eskalera Karakola. El programa se emite en la emisora libre y autogestionada Ágora Sol Radio los viernes de 20 a 21 horas, aunque se puede escuchar también desde su propia página web. El equipo de Sangre Fucsia sigue la filosofía de radios libres y comunitarias, y se organiza de forma asamblearia y horizontal.
El programa es pionero y de los más importantes dentro del panorama de programas de radio feminista en castellano, y ha sido reconocido por su papel relevante en el feminismo actual y su labor por la igualdad en la ciudad de Madrid. Trata temas culturales y políticos con un punto de vista crítico y feminista. Colaboran también con la revista Píkara Magazine, y les hacen redifusión en otras radios libres de España y América Latina como Red Nosotras en el Mundo, Radio Almaina, Radio Topo, Radio Kras o Radio Pica.

### Feminismos reunidos
A finales de 2016, lanzaron un proyecto de micromecenazgo para crear el juego de mesa "Feminismos reunidos. La revolución empieza en tu salón". El juego de formato trivial, con un total de 1.200 preguntas y respuestas y seis categorías diferentes, se centra en la historia y hazañas de mujeres y de otros sujetos no hegemónicos. El proyecto, sin ánimo de lucro, superó cualquier expectativa, recaudando 71.152 euros, frente a los 4.000 euros esperados. El juego ha sido reconocido por su valor pedagógico, y va por la tercera edición y los más de 7.500 ejemplares.